# Palawan (dokumentarfilm)
|  | Denne artikel er oprettet af botten Steenthbot ud fra en ekstern database. Den kan derfor have sproglige fejl eller mangler. Denne skabelon kan fjernes efter kontrol af indholdet. |

Palawan er en dansk dokumentarfilm fra 1963 instrueret af Arvid Klémensen og efter manuskript af Arvid Klémensen og Inger Wulff.

## Handling
Dagliglivet hos et afsondret samfund på den filippinske ø Palawan.
Optaget på Noona Dan Ekspeditionen (1961-63)